# Гимназия Е. А. Репман
Гимназия Е. А. Репман находилась в Москве, в Мерзляковском переулке, во дворе нынешнего Дома полярников (Никитский бульвар, д. 9/10). Гимназия имела права казённых училищ.

## История
Гимназия была организована двумя женщинами, дочерью А. Х. Репмана Евгенией Альбертовной Репман (1870—1937) и Верой Фёдоровной Фёдоровой.
Учебное заведение было необычным: здесь не было процентной нормы для инородцев, мальчики и девочки учились вместе; осуществлялись другие педагогические эксперименты: не ставили текущих оценок, а если кто-то проявлял повышенный интерес к предмету, он мог заниматься этим предметом со старшеклассниками.
В гимназии работали первоклассные учителя. Училось в ней совсем немного учеников и просуществовала она всего 10 лет, но среди её выпускников ряд видных учёных: академики АН СССР А. Н. Колмогоров (с 1910), В. А. Трапезников, Л. В. Черепнин, член-корреспондент Академии наук СССР В. Г. Богоров, академик Американской академии Г. Кротков, профессора Д. Д. Ромашов, П. С. Кузнецов (1911—1918) и Н. Д. Нюберг; здесь учились Сергей Ивашев-Мусатов и Даниил Андреев.
А. Н. Колмогоров сохранил к гимназии глубокую признательность: он упоминает о ней в любом своем автобиографическом известии. После смерти Колмогорова среди его бумаг было найдено прошение за семейство Репман, находившееся в бедственном положении. Он с благодарностью вспоминал своих учителей: преподавательницу русского языка Татьяну Васильевну Сапожникову и её сестру, учительницу химии и географии Нину Васильевну Сапожникову. Математику преподавал Николай Александрович Глаголев (сын известного математика А. Н. Глаголева, брат профессора Московского университета Нила Александровича Глаголева, автора школьного учебника геометрии и редактора издававшегося в советское время знаменитого учебника геометрии А. П. Киселёва). Его сменила, после того как он был призван в армию, Анастасия Николаевна Цветкова, ученица видного геометра А. К. Власова. Очень много дала своим ученикам Надежда Александровна Строганова (французский язык), получившая образование в Париже. Она знакомила учеников с произведениями французской классической и современной литературы, вела философские и этические беседы на французском языке. Историю преподавала ученица профессора Московского университета С. В. Бахрушина Заозёрская. «Желающим заниматься историей она давала очень много в смысле подлинно научного духа», — говорил о ней Колмогоров. Латынь преподавала С. Н. Нюберг; она не ограничивалась чтением текстов, а сопровождала их рассказами о римской культуре и истории, давала психологические портреты её деятелей, поэтов и учёных.

Эта гимназия была организована кружком демократической интеллигенции (из частных гимназий она была одной из самых дешёвых по размерам платы за учение). Классы были маленькие (15—20 человек). Значительная часть учителей сама увлекалась наукой (иногда это были преподаватели университета, наша преподавательница географии сама участвовала в интересных экспедициях и т. д.). Многие школьники состязались между собой в самостоятельном изучении дополнительного материала, иногда даже с коварными замыслами посрамить своими знаниями менее опытных учителей. Делался опыт ввести в традицию публичную защиту кончающими учащимися выпускных сочинений (типа вузовской дипломной работы).
— А. Н. Колмогоров
Среди преподавателей гимназии были: Константин Григорьевич Локс, Серафима Дмитриевна Менделеева (преподавала географию), племянница Д. И. Менделеева, Екатерина Адриановна Реформатская (преподавала литературу), супруга А. Н. Реформатского, историю преподавал Иван Александрович Витвер, артистичный, увлечённый театром и музыкой.
В этой же гимназии училась Анна Дмитриевна Егорова (1903—1988) — дочь известного историка, Д. Н. Егорова, ставшая в 1942 году женой А. Н. Колмогорова (до этого она была первой женой одноклассника Колмогорова — С. Н. Ивашева-Мусатова, которого А. И. Солженицын изобразил в романе «В круге первом» под фамилией Иванов-Кондрашов). Одноклассником А. Н. Колмогорова был Борис Бирюков, сын толстовца П. И. Бирюкова.
Начинал учиться в этой гимназии видный учёный и философ А. А. Малиновский; учились Наталия Сац и Надежда Хорошкевич.

## Новая история
После революции гимназия была преобразована в 23-ю школу второй ступени, а в 1923 году стала называться 90-й московской школой.
Писатель Д. Л. Андреев начал учиться в гимназии в сентябре 1917 года, а закончил её уже как советскую школу, в 1923 году. По воспоминаниям, он 

очень любил гимназию и, по-видимому, было за что любить. Об атмосфере, необычной для учебного заведения, говорит такой факт. После революции Евгения Альбертовна жила в Судаке, в Крыму. Больная, с парализованными ногами, она не имела средств к существованию. Поэтому бывшие ученики гимназии, окончившие её в двадцатых годах, ежемесячно собирали для неё деньги. Так продолжалось до начала войны; большую роль в сборе этих денег играл Даниил. 

Я думаю, что его мечта о создании особой школы — мечта всей жизни, нашедшая отражение в «Розе Мира» (воспитание человека облагороженного образа), — какими-то своими душевными истоками коренится в своеобразной атмосфере этой школы. 

Эта мечта — создание школы для этически одаренных детей; не юных художников, биологов или вундеркиндов-музыкантов, а детей, обладающих особыми, именно этическими душевными качествами…
— Андреева А. А. Жизнь Даниила Андреева, рассказанная его женой.
В 23-й школе в 1919 году начинал учиться Г. Н. Абрамович — впоследствии известный учёный-аэромеханик. Елена Фёдоровна и Вера Фёдоровна продолжали преподавать в школе.
После революции Евгения Альбертовна Репман поселилась в Судаке. Больная, с парализованными ногами, она не имела средств к существованию, поэтому бывшие ученики гимназии ежемесячно собирали для неё деньги.